# Фламин Марса

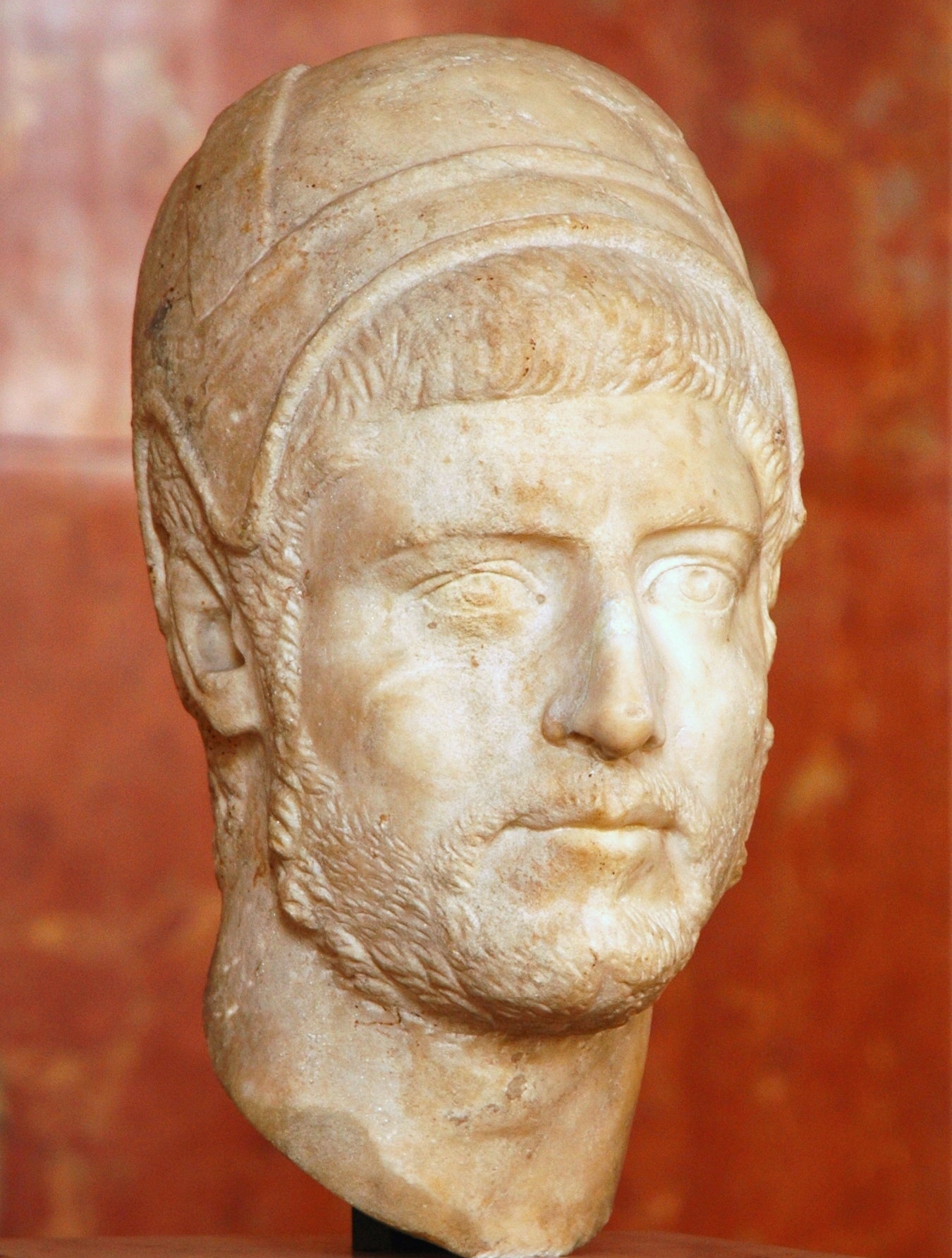
Портрет Фламина. Лувр, Париж

Фламин Марса (лат. Flamen Martialis) — в древнеримской религии был первосвященником официального государственного культа бога войны Марса.
Он был одним из старших фламинов — трёх первосвященников, которые были наиболее важными из всех пятнадцати фламинов и служивших древней Архаической триаде, состоявшей из Марса, Юпитера и Квирина. Фламин Марса отправлял общественные обряды в священные дни Марса. Среди его обязанностей было ритуальное размахивание священным копьём Марса когда римская армия готовилась к войне.
Как и другие старшие фламины, верховный жрец Марса был патрицием и был обязан вступать в брак посредством церемонии «confarreatio». Пока не ясно, требовала ли смерть жены сложить свои обязанности как это было в случае с фламином Юпитера.
Во время Ларенталий в апреле, фламин Марса производил возлияния в честь Акка Ларентии, жены Фаустула, приемного отца близнецов основателей Рима Ромула и Рема. Также современными учеными предполагается, хотя ни в одном древнем источнике этот случай не оговорен, что фламин Марса руководил праздником Октябрьской лошади, во время которого приносился в жертву Марсу конь на Марсовом поле.
Старшие фламины были помещены под несколько религиозных запретов, которые ограничивали их военную и политическую деятельность. Например, в 240 году до н. э., консул и фламин Марса Авл Постумий Альбин не смог отправиться на завершающий этап Первой Пунической войны, так как великий понтифик Луций Цецилий Метелл запретил покидать оберегаемые им святыни.